# Banheiro químico

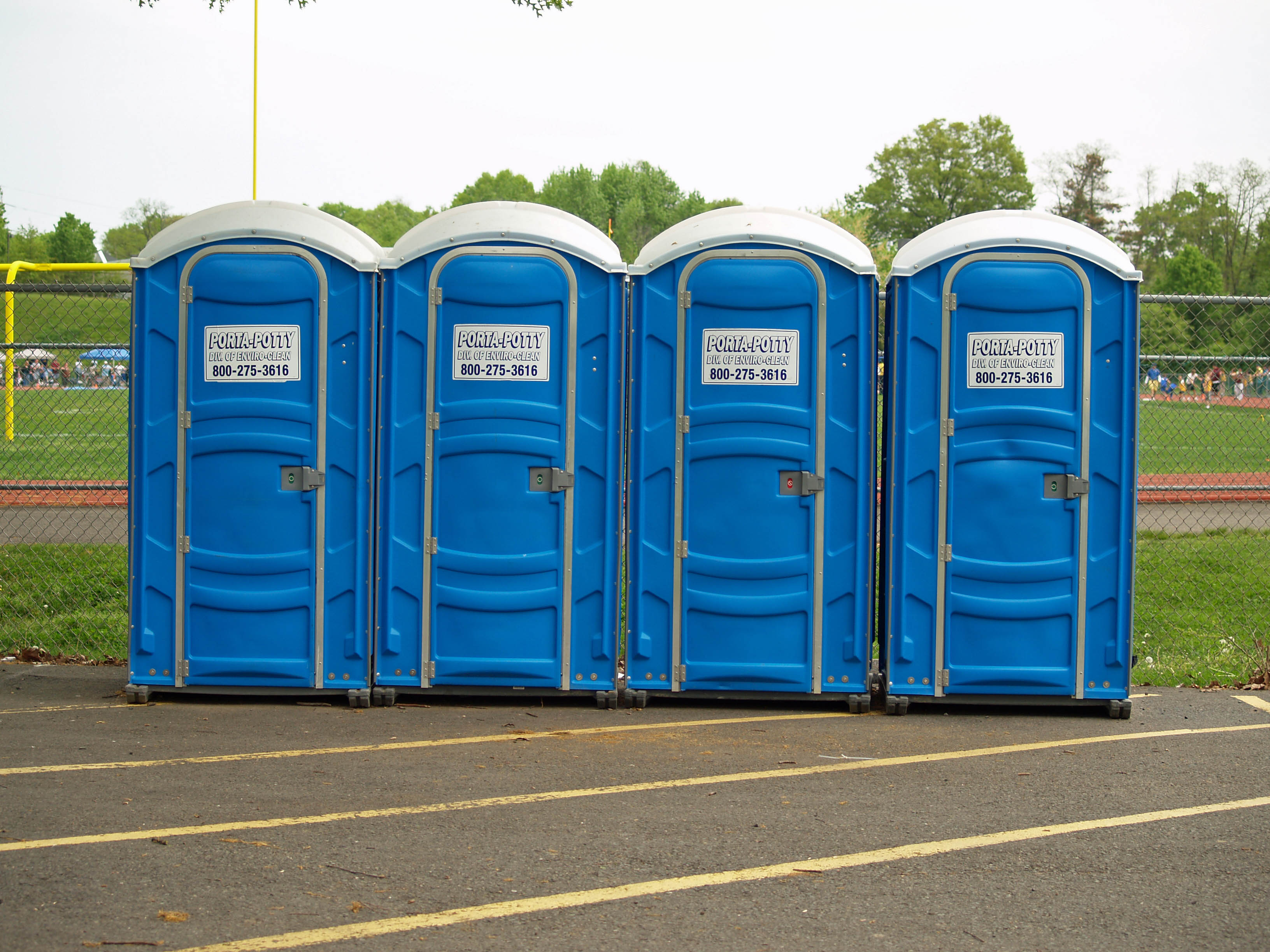
Uma fileira de banheiros químicos

Um banheiro químico é qualquer tipo de banheiro que pode ser movido, alguns por uma pessoa, outros por equipamentos mecânicos como caminhões e guindastes. A maioria dos tipos não requer nenhum serviço ou infraestrutura preexistente, como esgoto ou fossa séptica, sendo completamente independente na questão de armazenamento. Outros nomes incluem: banheiro portátil (ou  móvel), sanitário portátil e porta-potty.
O banheiro portátil é usado em diversas situações, como em grandes festivais, acampamentos, barcos, motor-homes, canteiros de obras, aglomerados precários de países em desenvolvimento, locações de filmes ou grandes reuniões ao ar livre onde não haja instalações semelhantes. Se grandes, conseguem armazenar até 220 litros de dejetos humanos de modo utilizável. 
A maioria dos banheiros portáteis é unissex e tem privacidade garantida por uma simples fechadura na porta. Outros são pequenas unidades portáteis de plástico moldado ou fibra de vidro com uma porta que pode ser trancada e contendo um receptáculo para recolher os excrementos humanos.
Em veículos recreativos (trailers e motor-homes) os banheiros portáteis às vezes são conhecidos como "porta-potty", que é um nome de marca.